# المعدات الكهربائية في المناطق الخطرة

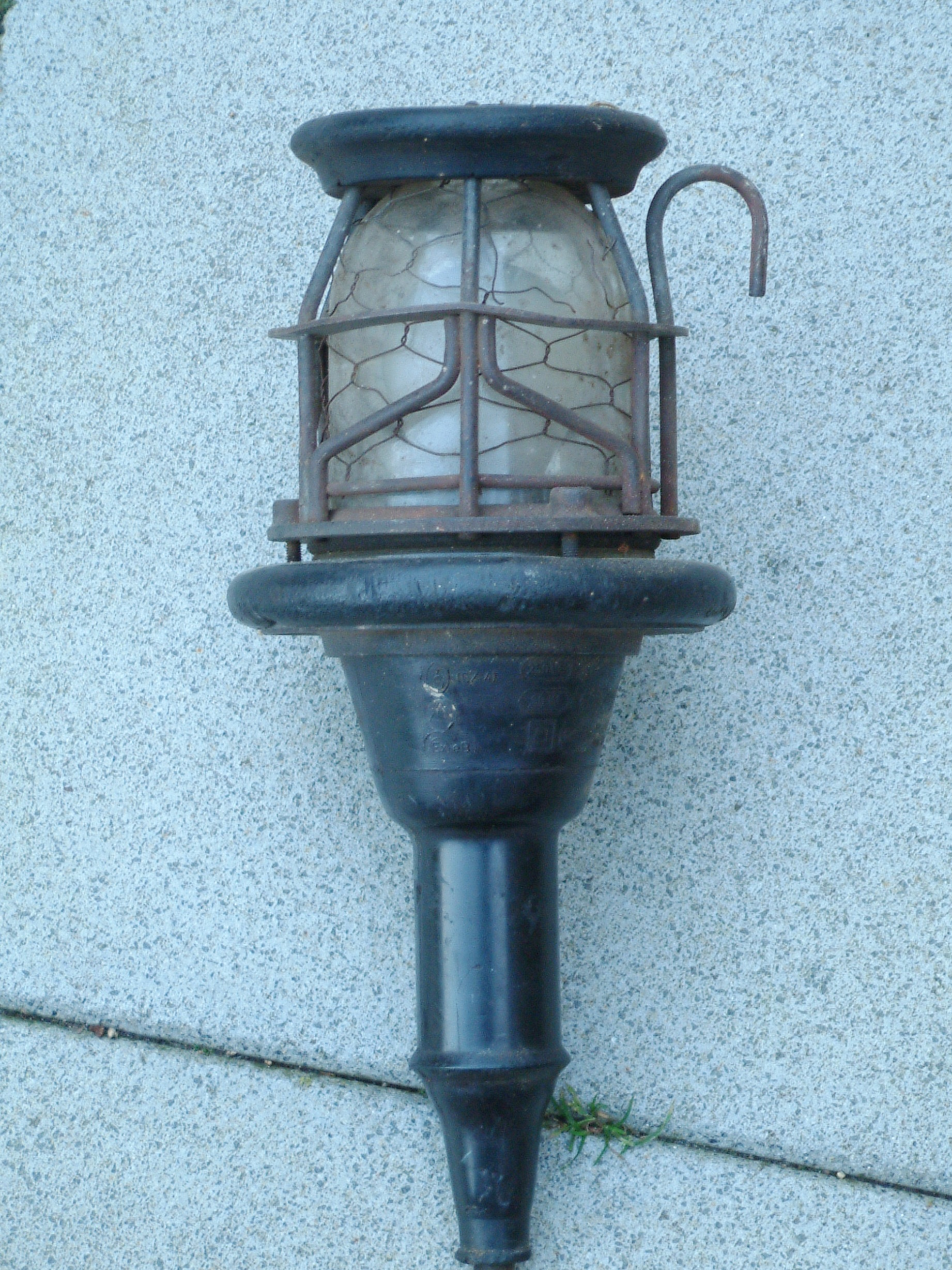
تم تصميم مصباح الفحص هذا بحيث لا يمكنه إحداث انفجار عندما يكون محاطاً بغازات أو غبار قابل للاشتعال.

تُعرّف المواقع الخطرة في الهندسة الكهربائية وهندسة السلامة بأنها الأماكن التي قد توجد فيها مخاطر الحريق أو الانفجار . ومن الأمثلة لمصادر هذه المخاطر هي الغازات والأبخرة والغبار القابل للإشتعال والألياف والذخائر القابلة للإشتعال . يمكن للمعدات الكهربائية التي في مثل هذه المواقع أن تكون مصدراً للاشتعال بسبب الشرار الكهربائي ويسمى القوس الكهربائي أو درجات الحرارة المرتفعة التي تنتج من المعدات الكهربائية. ولهذا توجد معايير ولوائح لتحديد هذه المواقع، وتصنيف المخاطر، وتصميم المعدات الآمنة للإستخدام في مثل هذه المواقع.

## نظرة عامة
في المنازل العادية قد يتسبب مفتاح الضوء بحدوث شرارة صغيرة غير مؤذية عند تشغيله أو إيقاف تشغيله. فلا يشكل هذا الأمر مصدر قلق، ولكن في حالة وجود جو قابل للإشتعال قد تتسبب هذه الشرارة الصغيرة في حدوث انفجار. يعد وجود مثل هذا الجو أمراً شائعاً في العديد من البيئات الصناعية والتجارية والعلمية، أو على الأقل ممكناً بشكل شائع. وعليه تعد الحماية من الحرائق والانفجارات أمرًا مهمًا لسلامة الموظفين والحفاظ على الممتلكات.
توجد العديد من استراتيجيات الحماية أبسطها هو تقليل كمية المعدات الكهربائية المثبتة في الموقع الخطير، إما عن طريق إبقاء المعدات خارج المنطقة تمامًا، أو عن طريق جعل المنطقة أقل خطورة. على سبيل المثال، عن طريق تغيير عمليات تلك البيئة أي قد يكون بتبديل المواد المستعملة إلى مواد غير قابلة للإشتعال أو أقل اشتعالية، أو التهوية الجيدة بالهواء النظيف.
أما عندما يجب وضع المعدات في مكان خطير يمكن تصميمها لتقليل مخاطر الحريق أو الانفجار. مثل المعدات الآمنة جوهرياً فهي مصممة لتكون آمنة فعلياً للعمل باستخدام أقل طاقة ممكنة بحيث تكون غير كافية للتسبب في أي اشتعال. ومن الطرق الأخرى أيضاً المعدات المقاومة للإنفجارات فهي مصممة لاحتواء مخاطر الإشتعال ومنع دخول المواد الخطرة إليها. حينئذ عند وجود أي شرر كهربائي في داخل المعَدّة تكون في معزل من الجو الخارجي الخطِر.
تُصنف المواقع الخطرة بناءاً على نوعها وحجمها وعادةً ما يتم الإشراف على تصنيف المواقع واختبار المعدات وإدراجها وفحص التركيب من قبل الهيئات الحكومية المختلفة لكل بلد، فلكلٍ مواصفات ومعايير. على سبيل المثال في الولايات المتحدة من قبل إدارة السلامة والصحة المهنية .

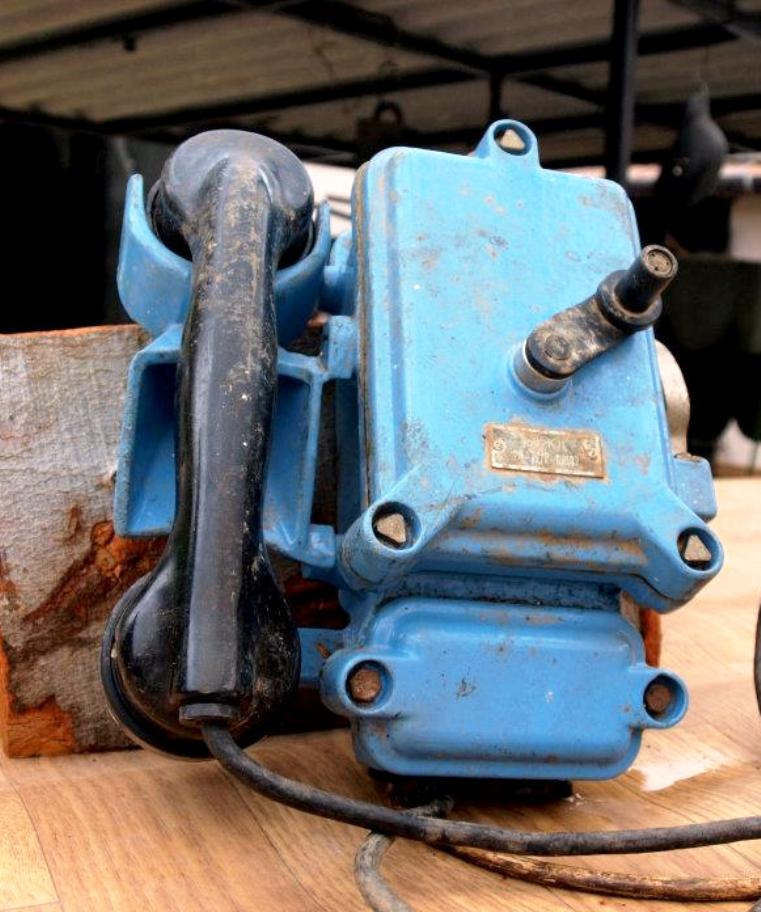
هاتف للاستخدام في المناجم مصمم بحيث لا يسبب انفجاراً خارجياً حيث الجو الخطِر. وتكون علبته ثقيلة ومأمنة بمسامير مقاومة للعبث لمنع فتحها من غير المصرح لهم.

## المخاطر
في المنشآت الصناعية مثل مصافي التكرير أو المصانع الكيميائية . حيث يتم التعامل مع كميات كبيرة من السوائل والغازات القابلة للاشتعال يسبب ذلك وجود عالي لخطر الإنفجارات. وتمثل مناجم الفحم والمطاحن ومصاعد الحبوب والمرافق المماثلة خطر ظهور سحب من الغبار القابل للاشتعال.
في بعض الحالات يكون الجو الخطير موجوداً طوال الوقت أو لفترات طويلة. وفي حالات أخرى يكون الجو عادةً غير خطِر، ولكن من المتوقع حدوث تركيز خطير وكافي بأن يتسبب في حدوث انفجار، مثل خطأ من مشغل المَعَدّة أو عطل في المعدات. وعليه تصنّف المواقع حسب نوع وخطر الغاز أو الأبخرة أو الغبار. تستخدم اللوائح المختلفة مصطلحات معينة مثل الفئة والقسم والمنطقة والمجموعة للتمييز بين المخاطر المختلفة.
غالباً ما يتم دراسة المنطقة وتوفير خطة لتصنيف وتحديد فئة المعدات والتقنيات التي سيتم استخدامها لكل منطقة تم تصنيفها. تتطلب عملية التصنيف مشاركة المتخصصين في إدارة العمليات والصيانة والسلامة والكهرباء والآلات الدقيقة ؛ وتستخدم أيضاً المخططات التشغيلية و خطوات سير العمل وبيانات سلامة المواد والوثائق الأخرى ذات الصلة. وثم تُراجع وثائق المناطق المصنفة وتحدث.

### الغاز المتفجر
تكمن مخاطر الغاز تحديداً من المركبات الهيدروكربونية ، في حين الهيدروجين والأمونيا من الغازات الصناعية الشائعة القابلة للاشتعال.
مواقع مصنفة من الدرجة الأولى، القسم 1
وهي منطقة يمكن أن توجد فيها تركيز من الغازات أو الأبخرة أو السوائل القابلة للاشتعال طوال الوقت أو بعض الوقت في ظل ظروف التشغيل العادية. وتشمل منطقة الدرجة الأولى، القسم 1 المنطقة 0 والمنطقة 1.
مواقع المصنفة من المنطقة 0
تُعرّف المنطقة 0 على أنها منطقة تحتوي على أكثر من 1000 ساعة سنوياً أو أقل من 10% من الوقت. وهي منطقة يوجد بها تركيز من الغازات أو الأبخرة أو السوائل القابلة للاشتعال بشكل مستمر أو لفترات طويلة من الزمن في ظل ظروف التشغيل العادية. مثال على ذلك هو مساحة من البخار أو الغاز في الجزء العلوي من خزان أو اسطوانة شبه مملوء بسائل. ويجدر بالذكر أن هذه البيئة منطقة من الدرجة الأولى، القسم 1 حسب تصنيف ANSI/NEC .
مواقع مصنفة من المنطقة 1
تُعرّف المنطقة 1، على أنها منطقة تحتوي من 10-1000 ساعة سنوياً أو 0.1-10% من الوقت.  وهي منطقة من المحتمل أن يتواجد فيها تركيز من الغازات أو الأبخرة أو السوائل القابلة للاشتعال في ظل ظروف التشغيل العادية.
مواقع مصنفة من الدرجة الأولى، القسم 2 أو المنطقة 2
تُعرّف المنطقة 2 بشكل عام أنه يجب أن تكون المواد غير المرغوب فيها موجودة فقط لمدة تقل عن 10 ساعات في السنة أو 0-0.1% من الوقت. وهي منطقة لا يحتمل أن يوجد فيها تركيز من الغازات أو الأبخرة أو السوائل القابلة للاشتعال في ظل ظروف التشغيل العادية. بحيث لن يتواجد الغاز أو البخار أو السوائل القابلة للاشتعال في هذه المنطقة إلا في ظل ظروف غير طبيعية (غالبًا ما يكون تسريب لا إرادي).
مواقع غير مصنفة
تُعرف أيضاً بالمواقع الغير الخطرة أو العادية، وقد تم تحديد هذه المواقع على أنها ليست من الدرجة الأولى أو القسم 1 أو القسم 2 أو المنطقة 0 أو المنطقة 1 أو المنطقة 2؛ أو أي مزيج منها. وتشمل هذه المناطق كلاً من الأماكن السكنية أو المكتبية حيث يكون الخطر الوحيد لانبعاث غاز متفجر أو قابل للاشتعال هو أشياء كمثل البخّاخ المضغوط . وأما السوائل الوحيدة المتفجرة أو القابلة للاشتعال هي فرشاة ومنظفات الطلاء. وبالتالي تم تصنيفها على أنها ذات خطورة منخفضة جداً للتتسبب في انفجار حيث أنها أكثر عرضة لخطر الحريق من الإنفجار (على الرغم من حدوث انفجارات غازية في المباني السكنية).
وتوجد مواقع غير مصنفة في مصانع المواد الكيميائية وغيرها حيث يكون من المؤكد تماماً أن الغاز الخطير مخفف إلى تركيز أقل من 25% من الحد الأدنى لقابلية الاشتعال (أو الحد الأدنى للإنفجار (LEL)).

### الغبار المتفجر

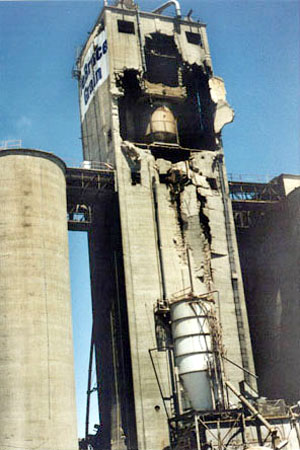
أدى انفجار غبار في مخزن الحبوب هذا في كانساس إلى مقتل خمسة عمال في عام 1998م

من المحتمل أن ينفجر الغبار أو الجزيئات الصغيرة الأخرى المتطايرة والعالقة في الهواء.

#### معيار إن إي سي(NEC)
| فصل            | قسم      | وصف                                                                                |
| -------------- | -------- | ---------------------------------------------------------------------------------- |
| الدرجة الثانية | القسم 1  | من المحتمل أن يوجد تركيز قابل للاشتعال من الغبار القابل للاحتراق في الظروف العادية |
| الدرجة الثانية | القسم 2  | من غير المرجح أن توجد تركيزات قابلة للاشتعال من الغبار القابل للاحتراق بشكل طبيعي  |
| الدرجة الثالثة | القسم 1  | معالجة أو تصنيع أو استخدام الألياف القابلة للاشتعال، أو المواد سريعة الاشتعال      |
| الدرجة الثالثة | القسم 2  | تخزين أو التعامل مع الألياف القابلة للاشتعال بسهولة                                |
| غير مصنف       | غير مصنف | المواقع الغير خطرة أو العادية. حددت على أن لا تكون أي مما سبق.                     |

### مجموعات الغاز والغبار
تحتوي الأجواء المتفجرة بمختلفها خصائص كيميائية تؤثر على احتمالية وشدة الانفجار. وتشمل هذه الخصائص كلاً من درجة حرارة اللهب ، والحد الأدنى من الطاقة اللازمة لبدأ الاشتعال، وحدود الانفجار العليا والدنيا، والوزن الجزيئي . فلذا تُجرى اختبارات تجريبية وعليها تُحدد عوامل مثل أقصى فجوة تجريبية آمنة (Maximum experimental safe gap)، وأدنى نسبة لتيار كهربائي مسبب للاشتعال (Minimum igniting current)، وضغط الانفجار والمدة الزمنية حتى ذروة الضغط، ودرجة حرارة الاشتعال التلقائي، والحد الأقصى لمعدل إزدياد الضغط. تحتوي كل مادة كيميائية على مجموعة مختلفة من الخصائص، ولكن تبَيّن أنّهُ من الممكن تصنيفها جميعاً في نطاقات متماثلة مما يبسط اختيار معدات المناطق الخطرة. 
يتم تحديد اشتعالية السوائل القابلة للإحتراق من خلال نقطة الوميض الخاصة بها. ونقطة الوميض هي درجة حرارة معينة تُولِّد عندها المادة كمية كافية من البخار فيتكون خليط قابل للاشتعال. حين معرفة نقطة الوميض يمكن تحديد ما إذا كانت المنطقة بحاجة إلى تصنيف أم لا. فقد تشتعل المادة ذاتياً عند درجة حرارة منخفضة نسبياً ولكن إذا كانت نقطة الوميض الخاصة بها أعلى من درجة الحرارة المحيطة قد لا تحتاج المنطقة إلى تصنيف. وعلى العكس من ذلك إذا تم تسخين المادة نفسها والتعامل معها فوق نقطة الوميض فيجب تصنيف المنطقة وتصميم نظام كهربائي مناسب للمنطقة حيث أنه من الممكن أن يتشكل خليطاً قابلاً للاشتعال. 
صناعياً يصنف أي غاز أو بخار كيميائي مستخدم إلى مجموعة غازية.
| مجموعات أقسام الغاز والغبار طِبقاً لمعيار NEC | مجموعات أقسام الغاز والغبار طِبقاً لمعيار NEC | مجموعات أقسام الغاز والغبار طِبقاً لمعيار NEC                                 |
| منطقة                                       | مجموعة                                      | مواد تمثيلية                                                                |
| ------------------------------------------- | ------------------------------------------- | --------------------------------------------------------------------------- |
| الدرجة الأولى، القسمان 1 و 2                | A                                           | الأسيتيلين                                                                  |
| الدرجة الأولى، القسمان 1 و 2                | B                                           | هيدروجين                                                                    |
| الدرجة الأولى، القسمان 1 و 2                | C                                           | الإيثيلين                                                                   |
| الدرجة الأولى، القسمان 1 و 2                | D                                           | البروبان والميثان                                                           |
| الدرجة الثانية، القسمان 1 و 2               | E (قسم 1 فقط)                               | الغبار المعدني، مثل المغنيسيوم (قسم 1 فقط)                                  |
| الدرجة الثانية، القسمان 1 و 2               | F                                           | الغبار الكربوني، مثل الكربون والفحم                                         |
| الدرجة الثانية، القسمان 1 و 2               | G                                           | الأتربة الغير موصلة للكهرباء، مثل الدقيق والحبوب والخشب والبلاستيك          |
| الدرجة الثالثة، القسمان 1 و 2               | لا يوجد                                     | المواد المتطايرة والألياف القابلة للاشتعال، مثل نسيل القطن والكتان والرايون |

| نظام مجموعات مناطق الغاز والغبار طِبقاً لمعياري IEC و NEC | نظام مجموعات مناطق الغاز والغبار طِبقاً لمعياري IEC و NEC | نظام مجموعات مناطق الغاز والغبار طِبقاً لمعياري IEC و NEC                                                             |
| منطقة                                                   | مجموعة                                                  | مواد تمثيلية |
| ------------------------------------------------------- | ------------------------------------------------------- | --- |
| المنطقة 0 و 1 و 2                                       | IIC                                                     | الأسيتيلين والهيدروجين (يعادله في NEC الدرجة الأولى، المجموعتان أ - ب)                                              |
| المنطقة 0 و 1 و 2                                       | IIB+H2                                                  | هيدروجين (يعادله في NEC الدرجة الأولى، المجموعة ب)                                                                  |
| المنطقة 0 و 1 و 2                                       | IIB                                                     | الإيثيلين (يعادله في NEC الدرجة الأولى، المجموعة ج)                                                                 |
| المنطقة 0 و 1 و 2                                       | IIA                                                     | البروبان (يعادله في NEC الدرجة الأولى، المجموعة د)                                                                  |
| المنطقة 20 و21 و22                                      | IIIC                                                    | - الغبار الموصل للكهرباء مثل المغنيزيوم (يعادله في NEC الدرجة الثانية، المجموعة ه)                                  |
| المنطقة 20 و21 و22                                      | IIIB                                                    | الأتربة الغير موصلة للكهرباء، مثل الدقيق والحبوب والخشب والبلاستيك (يعادله في NEC الدرجة الثانية، المجموعتان و - ز) |
| المنطقة 20 و21 و22                                      | IIIA                                                    | المواد المتطايرة والألياف القابلة للاشتعال، مثل القطن والكتان والرايون (يعادله في NEC الدرجة الثالثة)               |
| مناجم عِرضة لغاز قابل للإشتعال                           | I (بحسب IEC فقط)                                        | الميثان |

المجموعة IIC هي المجموعة الغازية الأكثر خطورة في نظام المناطق. تكمن مخاطر هذه المجموعة كون الغاز فيها قابل للإشتعال بسهولة شديدة.
كون مجموعة IIC الأخطر فالمعدات التي تم تصنيفها على أنها مناسبة لها، هي مناسبة أيضاً للمجموعتين الأقل خطورة منها IIB وIIA. والمعدات التي تم تصنيفها على أنها مناسبة لـ IIB مناسبة أيضاً لـ IIA ولكن ليس العكس حيث الأقل خطورة غير مناسب للأكثر منه خطورة. في حين إذا وضعت علامة معينة على المعدات كمثل (Ex e II T4) فهي مناسبة لجميع المجموعات الفرعية IIA وIIB وIIC
يجب إعداد قائمة بكل مادة متفجرة موجودة في مصفاة التكرير أو المنشآت الكيميائية وإدراجها ضمن مخططات المنطقة المصنفة. تُرتب المجموعات المذكورة سابقاً وفقاً لمدى انفجارية المادة عند اشتعالها، حيث تكون IIC هي المجموعة الأكثر انفجاراً في نظام مناطق الغاز وIIA هي الأقل. تبيّن المجموعات أيضاً مقدار الطاقة المطلوبة لإشعال المادة عن طريق طاقة ما أو تأثيرات حرارية، حيث تتطلب IIA أكبر قدر من الطاقة وIIC الأقل في المنطقة بالنسبة نظام مجموعات الغاز.

### الحرارة
يجب اختبار المعدات للتأكد من أنها لا تتجاوز 80% من درجة حرارة الاشتعال الذاتي في الأجواء الخطيرة. حيث تؤخذ في الإعتبار درجات الحرارة الخارجية والداخلية. ودرجة حرارة الاشتعال الذاتي هي أدنى درجة حرارة تشتعل فيها المادة دون مصدر اشتعال خارجي. تستخدم درجة الحرارة هذه لتصنيف تطبيقات صناعية وتكنولوجية. 
حيث درجة الحرارة الموجود على ملصق المعدات الكهربائية صُنفت و مما يلي ( بالدرجة المئوية ):
| الولايات المتحدة الأمريكية °C | الولايات المتحدة الأمريكية °C | دولياً (IEC) °C | المانيا °Cمستمر - غير مستمر |
| ----------------------------- | ----------------------------- | -------------- | --------------------------- |
| T1 - 450                      | T3A - 180                     | T1 - 450       | G1: 360 - 400               |
| T2 - 300                      | T3B - 165                     | T2 - 300       | G2: 240 - 270               |
| T2A - 280                     | T3C - 160                     | T3 - 200       | G3: 160 - 180               |
| T2B - 260                     | T4 - 135                      | T4 - 135       | G4: 110 - 125               |
| T2C - 230                     | T4A - 120                     | T5 - 100       | G5: 80 - 90                 |
| T2D - 215                     | T5 - 100                      | T6 - 85        |                             |
| T3 - 200                      | T6 - 85                       |                |                             |

يوضح الجدول أعلاه أن درجة حرارة السطح لقطعة من المعدات الكهربائية ذات تصنيف T3 لن ترتفع فوق 200درجة مئوية.

## معدات

### أنواع وأساليب عامة
يمكن تصميم المعدات أو تعديلها لتعمل بأمان في المواقع الخطرة. هناك نهجان عامّان هما:
السلامة الجوهرية
السلامة الجوهرية أو الفعلية، وهي تَحُد من الطاقة الموجودة في النظام، بحيث تكون غير كافية لبدأ اشتعال قي الجو الخطير تحت أي ظرف من الظروف. وهذا يشتمل انخفاض مستويات الطاقة والطاقة المخزنة لدى جميع الأجهزة.
مقاومة الإنفجارات
تكون المعدات المقاومة للانفجار أو المقاومة للهب محكمة الغلق ومتينة، بحيث لا يمكن أن تشعل أي جو خطير بالرغم من وجود شرر كهربائي أو انفجار بداخلها.  
توجد عدة تقنيات تقاوم اللهب، وغالباً ما يتم استخدامها معاً:
- أن يكون غلاف الجهاز محكم الغلق لمنع دخول الغاز القابل للاشتعال أو الغبار إلى الداخل.
- أن يكون الغلاف قوياً بدرجة كافية لاحتواء وتبريد أي غاز قابل للإشتعال قد ينتج في الداخل.
- أن يُضغط داخل الغلاف بالهواء النظيف أو الغاز الخامل، مما يؤدي إلى إزاحة أي مادة خطرة.
- أن تعزل العناصر المنتجة للقوس الكهربائي عن الغلاف الجوي بالكامل عن طريق تغليفها بالراتنج أو غمرها في الزيت أو ما شابه ذلك.
- أن تُصمم العناصر المنتجة للحرارة بحيث تحد من درجة حرارتها القصوى تحت درجة حرارة الاشتعال الذاتي للمادة المعنية.
- أن تُركب أدوات للكشف عن تركيز الغاز الخطر وعند فشل التدابير الإحتياطية يتم اتخاذ الإجراء المناسب تلقائياً مثل قطع الطاقة الكهربية أو إظهار إنذار.

### معيار IEC 60079

#### أنواع الحماية
| فِهرِس                                 | رمز مقاومة الإنفجار | الوصف | المعيار                                        | الموقع                                                               | الإستخدام                                               |
| ------------------------------------ | ------------------- | --- | ---------------------------------------------- | -------------------------------------------------------------------- | ------------------------------------------------------- |
| مقاومة اللهب                         | d                   | يمكن لبنية هذه المعدات أن تتحمل انفجاراً داخلياً وتخفف من الضغط الخارجي. ويجب أن تبرد الغازات (الساخنة) المتسربة بدرجة كافية خصيصاً عندما تكون بالقرب من مسارات الهروب في حالة الطوارئ بحيث لا تصبح مصدراً للاشتعال في المناطق الخارجية المحيطة بها والتي قد يكون الجو فيها قابلاً للاشتعال عندما يصل التسريب إلى خارج هيكل المَعدّة. وأن تحتوي المعدات على فجوة مقاومة الإشتعال (بحد أقصى 0.006 بوصة (150 ميكرومتر) للبروبان / الإيثيلين. 0.004 "(100 ميكرومتر) للأسيتيلين / الهيدروجين | IEC/EN 60079-1                                 | المنطقة 1 بشرط أن تكون مجموعة الغاز ودرجة الحرارة ضمن الرتبة الصحيحة | المحركات والإضاءة وصناديق التوصيل الكهربي والإلكترونيات |
| أمان مرتفع                           | e                   | معدات قوية للغاية والمكونات مصنوعة بجودة عالية | IEC/EN 60079-7                                 | المنطقة 2 أو المنطقة 1                                               | المحركات والإضاءة وصناديق التوصيل الكهربي               |
| مغمورة بالزيت                        | o                   | مكونات المعدات مغمورة بالكامل في الزيت | IEC/EN 60079-6                                 | المنطقة 2 أو المنطقة 1                                               | مجموعات التوصيل                                         |
| مملوءة بالرمل أو البودرة أو الكوارتز | q                   | تغطى مكونات المعَدّة بالكامل بطبقة من الرمل أو مسحوق أو الكوارتز | IEC/EN 60079-5                                 | المنطقة 2 أو المنطقة 1                                               | الإلكترونيات والهواتف والملفات المخنوقة                 |
| مُغلّفة                                | m                   | عادة ما تكون مكونات هذه المعدات مغلفة بمادة من نوع الراتنج | IEC/EN 60079-18                                | المنطقة 1 (Ex mb) أو المنطقة 0 (Ex ma)                               | إلكترونيات لا تصدر أي حرارة                             |
| مضغوطة/تمت تنقيتها                   | p                   | يكون ضغط المعدات الداخلي ضغطاً إيجابياً بالنسبة إلى الجو المحيط بالهواء أو الغاز الخامل وبالتالي لا يمكن أن يتلامس الجو المحيط القابل للاشتعال مع الأجزاء النشطة في الجهاز. يراقب الضغط الزائد وصيانته والتحكم فيه. | IEC/EN 60079-2                                 | المنطقة 1 (px أو py)، أو المنطقة 2 (pz)                              | المحركات وصناديق التحكم وأجهزة الكمبيوتر                |
| آمنة جوهرياً                          | i                   | أي قوس كهربائي أو شرار كهربي ينتج في هذا الجهاز لا يحتوي على طاقة (حرارة) كافية لإشعال غاز متفجر | IEC/EN 60079-25 IEC/EN 60079-11 IEC/EN60079-27 | ia المنطقة 0 و ib المنطقة 1 و ic المنطقة 2                           | الأجهزة والقياس والتحكم                                 |
| غير صادرة للشرر                      | n                   | معدات غير حارقة أو غير مثيرة (Non-incendive). المعيار الخاص للأجهزة هو IEC/EN 60079–27، لقد سحب هذا المعيار الخاص وتم استبداله جزئياً بـ IEC/EN60079-11:2011 وIEC/EN60079-25:2010) | IEC/EN 60079-15 IEC/EN 60079-27                | المنطقة 2                                                            | المحركات والإضاءة وصناديق التوصيل والأجهزة الإلكترونية  |
| حماية خاصة                           | s                   | هذه الطريقة الخاصة كسمها ليس لها قواعد محددة. فهي أي طريقة يمكن إثبات بأنها تتمتع بالدرجة المطلوبة من الأمان عند الاستخدام. | IEC/EN 60079-33                                | بحسب ما ترى الشركة المصنعة                                           | كما تنص شهادة إعتمادها                                  |

#### مستوى حماية المعدات (EPL)
في السنوات الأخيرة استخدم هذا المؤشر لعدة أنواع من الحماية. حيث يرتبط مستوى الحماية المطلوب بالاستخدام المقصود في المناطق الموضحة أدناه:
| مجموعة         | مخاطر الإنفجار                        | منطقة | مستوى حماية المعدات | أدنى أنواع الحماية            |
| -------------- | ------------------------------------- | ----- | ------------------- | ----------------------------- |
| الأولى (مناجم) | كهربائية                              |       | Ma                  |                               |
| الثانية (غاز)  | جو متفجر> 1000 ساعة / سنة             | 0     | Ga                  | ia, ma                        |
| الثانية (غاز)  | جو متفجر بين 10 و 1000 ساعة / سنة     | 1     | Gb                  | ib، mb، px، py، d، e، o، q، s |
| الثانية (غاز)  | جو متفجر بين 1 و 10 ساعات / سنة       | 2     | Gc                  | n, ic, pz                     |
| الثالثة (غبار) | سطح متفجر> 1000 ساعة/سنة              | 20    | Da                  | ia                            |
| الثالثة (غبار) | سطح متفجر بين 10 و 1000 ساعة / سنة    | 21    | Db                  | ib                            |
| الثالثة (غبار) | سطح قابل للانفجار بين 1 و10 ساعات/سنة | 22    | Dc                  | ic                            |

#### فئة المعدات
تشير فئة المعدات إلى مستوى الحماية التي توفرها المعدات.
- يمكن استخدام معدات الفئة 1 في نطاق المنطقة 0 أو المنطقة 1 أو المنطقة 2.
- يمكن استخدام معدات الفئة 2 في نطاق المنطقة 1 أو المنطقة 2.
- لا يمكن استخدام معدات الفئة 3 إلا في نطاق المنطقة 2.

### أنواع هيكل الحماية بحسب NEMA
في الولايات المتحدة الأمريكية تحدد الرابطة الوطنية لمصنعي الأجهزة الكهربائية (NEMA) معايير لأنواع هياكل الحماية لمجموعة متنوعة من التطبيقات.   حيث بعض منها مخصصة للمواقع الخطرة:
| النوع | تعريف |
| ----- | --- |
| 7     | معتمد ومُصنف للاستخدام في الأماكن الداخلية المصنفة من الدرجة الأولى بحسب معيار NEC في المجموعات A وB وC وD                     |
| 8     | معتمد ومُصنف للاستخدام في المواقع المصنفة من الدرجة الأولى بحسب معيار NEC في المجموعات A وB وC وD؛ للأماكن الداخلية و الخارجية |
| 9     | معتمد ومُصنف للاستخدام في المواقع المصنفة من الدرجة الثانية بحسب معيار NEC في المجموعات E أو F أو G                            |
| 10    | يأخد بعين الإعتبار متطلبات إدارة سلامة وصحة المناجم الأمريكية (MSHA)                                                          |

## الإعتماد
يجب وضع علامة على جميع المعدات المعتمدة للاستخدام في المناطق الخطرة لتوضيح نوع ومستوى الحماية المطبّقة.

علامة اعتماد للمعدات من قِبل ATEX للأجواء المتفجرة

في أوروبا، يجب أن يوضع ملصق علامة CE والرمز الخاص بهيئة التصديق. وتتبع علامة CE بعلامة Ex سداسية الشكل ملوّنة بالأصفر مع الحروف اليونانية εχ (epsilon chi). تليها المجموعة والفئة، وإذا كانت من المجموعة الثانية G أو D (غاز أو غبار). حين استخدام أنواع أخرى خاصة لمكان العمل ستوضع أيضاً علامة لنوع الحماية المستخدمة.
| علامة         | المعنى                                                                               |
| ------------- | ------------------------------------------------------------------------------------ |
| Ex II 1 G     | مقاومة للإنفجارات، غاز، المجموعة 2، الفئة 1                                          |
| Ex ia IIC T4  | النوع ia، غازات المجموعة 2C، الحرارة من الدرجة 4                                     |
| Ex nA II T3 X | النوع n، غازات غير قابلة للاشتعال من المجموعة 2، الحرارة من الدرجة 3، تطبق شروط خاصة |

يجب أن تتوافق المعدات الكهربائية الصناعية للمناطق الخطرة مع فقرة IEC-60079 لمخاطر الغاز، وفقرة IEC-61241 لمخاطر الغبار من معيار IEC. وفي بعض الحالات، يجب أن يتم اختبارها للتأكد من أنها تلبي متتطلبات هذا المعيار.

## تاريخياً
مع ظهور الطاقة الكهربائية ، تم إدخال الكهرباء إلى مناجم الفحم لأغراض عدة كالتواصل والإضاءة والمحركات . وكان ذلك مصحوباً بانفجار الغازات القابلة للاشتعال مثل الميثان وغبار الفحم المتطاير.
يرتبط سبب انفجار منجمين على الأقل في بريطانيا إلى نظام الجرس الكهربائي. في هذا النظام لقد مُرٍّر سلكين عاريين على طول مُنحدر المنجم، وعندما يرغب أي عامل في المنجم بالإتصال بالسطح -الخارج- عليه أن يُلامس الأسلاك العارية ببعضها البعض أو يربط الأسلاك بأداة معدنية للحظات فقط. عندئذٍ تؤدي محاثة ملفات الجرس بالإضافة إلى الأقطاب الكهربية المكشوفة إلى حدوث شرر كهربائي مما يسبب في حدوث انفجار. 

## للإستزادة
- Alan McMillan, Electrical Installations in Hazardous Areas, Butterworth-Heineman 1998, (ردمك 0-7506-3768-4)
- Peter Schram Electrical Installations in Hazardous Locations, Jones and Bartlett, 1997, (ردمك 0-87765-423-9)
- EEMUA, A Practitioner's Handbook for potentially explosive atmospheres, The Engineering Equipment and Materials Users Association, 2017, (ردمك 978-0-85931-222-6)